# Anette Warring
Anette Warring (født 14. marts 1958 i Maribo) er professor i historie på Roskilde Universitet.
Anette Warring er født i Maribo og student fra Maribo Gymnasium. I 1987 blev hun cand.mag. i historie og samfundsfag, og i 1994 afleverede hun ph.d.-afhandlingen Tyskerpiger i krig og kærlighed, der fik en del offentlig omtale. Hun blev senere lektor ved Historisk Institut på Roskilde Universitetscenter, og i 2005 blev hun som 46-årig udnævnt til professor i historie samme sted. Hun blev dermed ved udnævnelsen Danmarks yngste historieprofessor.
Warrings primære forskningsfelt er fortidsbrug og erindring, inden for hvilket hun har beskæftiget sig med emner som Besættelsen, de lange linjer i dansk demokratihistorie samt 1960’ernes og 1970’ernes venstreradikale politiske og kulturelle opbrud. Hun har endvidere leveret bidrag til dansk historieforskning i forhold til historieformidling, historiedidaktik, re-enactment og museumsformidling.

## Videnskabelige hovedværker
- Tyskerpiger: under besættelse og retsopgør (1994, 1998, 2017)
- Besættelsestiden som kollektiv erindring: historie- og traditionsforvaltning af krig og besættelse 1945-1997, bd. 5 (med Claus Bryld) (1998)
- Historie, magt og identitet: Grundlovsfejringer gennem 150 år (2004)